# Rathaus Malstatt-Burbach

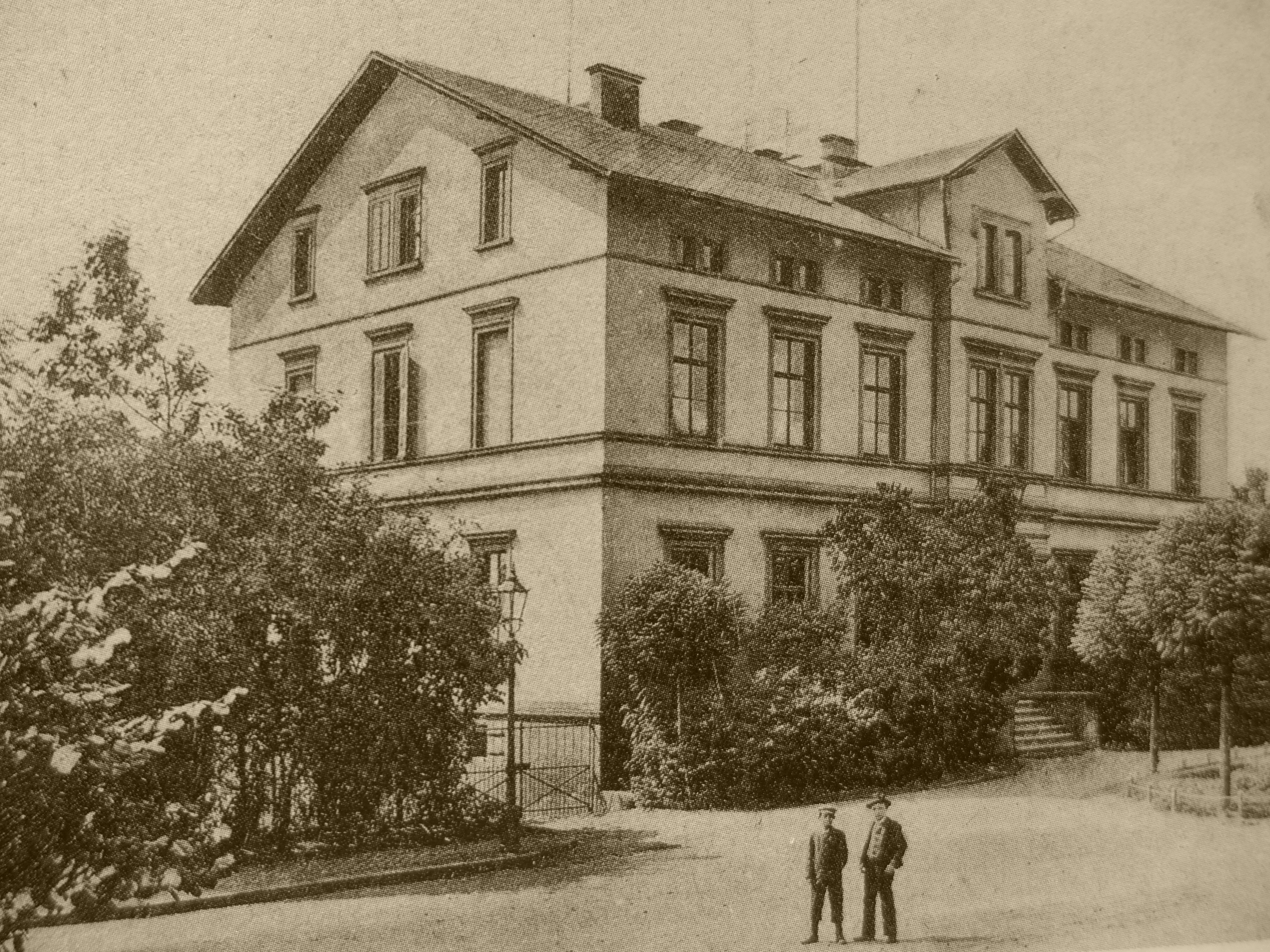
Rathaus in Malstatt um 1900 (Stadtarchiv Saarbrücken)

Das Rathaus der ehemals selbständigen saarländischen Stadt Malstatt-Burbach in der Paul-Schmook-Straße (vormals Rathausstraße) wurde im Jahr 1874 erbaut. Nach der Städtevereinigung zur Großstadt Saarbrücken wurde das Rathausgebäude zwischen 1909 und 1910 zur Schule umgebaut.

## Ursprüngliche Gestaltung
Das Rathaus war mit seiner architektonisch hervorgehobenen Hauptfassade, der den Haupteingang aufnehmenden Nordfassade, längs zum Rathausplatz angeordnet und besaß die Anschrift Breitestraße Nr. 12. An den alten Rathausplatz grenzten die Rathaus- und die Breitestraße an. Die Gesamtkosten betrugen nach einer Aufstellung des Jahres 1879 etwa 50.000 Mark. Bis dahin war von der Stadt eine Wohnung als Verwaltungssitz angemietet. Der im Rahmen des Umbaus ab dem Jahr 1909 beseitigte Rathausplatz war über eine zweiläufige Freitreppe von der höher gelegenen Breitestraße aus zugänglich. Den dreigeschossigen historistischen Rathausbau bestimmten antikisierende, klassizistische Formdetails. Das Kellergeschoss war an den Giebelseiten geböscht und wegen des nach Süden abfallenden Geländes in der Rückansicht des Gebäudes als Vollgeschoss ausgebildet. Die Nordfassade, zugleich Hauptfassade, war architektonisch in Form eines Mittelrisalits hervorgehoben, der wie das übrige Gebäude mit einem Satteldach eingedeckt war und den Haupteingang aufnahm. Der Haupteingang selbst besaß eine von Wangen eingefasste Freitreppe mit Wandpfeilern, die ein Gebälk, bestehend aus Dreifazienarchitrav, Fries und Gesims, trugen. Das Gesims setzte sich hierbei als gliedernde Horizontale über den gesamten Baukörper fort. Das Sockelgeschoss aus Ziegelsteinen wies niedrige querrechteckige Fensteröffnungen mit Klappläden auf, während Erd- und erstes Obergeschoss hochrechteckige Sprossenfenster mit profilierten Gewänden besaßen. Die Sohlbänke der Obergeschossfenster und der zweigeteilten Fenster des Mezzaningeschosses waren als umlaufende Sohlbankgesimse ausgebildet. Gebälk und Gesimse waren im Bereich des Mittelrisalits verkröpft. Die Fensterstürze zeigten sich im zweiten Obergeschoss nach Art des antiken Architravs in Faszien gegliedert. Eine weitere Betonung bezüglich der Fenstergestaltung stellte das mit Faschen ("Ohren") ausgestattete Fenster des zweiten Obergeschosses des Mittelrisalits dar. Der gesamte Baukörper erfuhr durch umlaufende, profilierte Gesimse eine starke horizontale Gliederung und Gewichtsetzung, der die Vertikale des überhöhten Mittelrisalits an der Nordfassade ausgleichend entgegenwirkte, so dass ein ausgewogener und harmonischer Gesamteindruck erzielt wurde. Der im Jahr 1906 ausgeführte zweigeschossige Anbau mit Attikaausbildung schloss sich gestalterisch an den alten Rathausbau an. Von 1906 bis 1907 sind bauliche Veränderungen kleineren Ausmaßes am Rathaus nachweisbar. Hierbei handelt es sich um einen Dachfensteraufbau, Fenstereinbauten im Treppenhaus und an der Rückfront des Gebäudes, sowie einen zweigeschossigen Anbau im rechten Gebäudeteil. Da das Gebäude schon bald für die Verwaltungsgeschäfte nicht mehr ausreichte, wurde in der Nachbarschaft ein Haus angekauft, das als "Stadthaus II" bezeichnet wurde. Der Bau eines großen repräsentativen Rathauses wurde zwar erwogen, aber nicht realisiert.

## Umbau zum Schulgebäude
Der Umbau des Rathauses in ein Schulhaus umfasste die Verlegung des Treppenhauses, das Entfernen von Zwischenwänden und das Einziehen neuer Wände, sowie die Verbreiterung der die Schulsäle und das Treppenhaus belichtenden Fenster. Das Raumprogramm beinhaltete im Erd- und Obergeschoss je vier Schulsäle, ein Direktorenzimmer im Obergeschoss, sowie im Dachgeschoss durch Höherlegung der Decke zwei Säle für den Zeichen- und Gesangsunterricht, ein Lehrer- und ein Lehrmittelzimmer. Im Kellergeschoss befand sich die Wohnung des Schuldieners. Die Abortanlagen waren im Anbau untergebracht.
Bis zum Jahr 1913 diente das Gebäude übergangsweise als erste Unterrichtsstätte für das neu gegründete städtische Reformrealgymnasium, das dann in einen Jugendstil-Neubau in der Otto-Straße, heute Klausener Straße, umzog. Anschließend wurde das ehemalige Rathausgebäude zur Erziehung von lernschwachen Kindern genutzt. Im Pestalozzigedenkjahr 1927 wurde dem Schulhaus auf Beschluss der Stadtverordnetenversammlung zu Ehren des im Jahr 1827 verstorbenen Schweizer Pädagogen Johann Heinrich Pestalozzi der Name "Pestalozzischule" verliehen.
Im Jahr 1935, nach der Rückgliederung der Saar an das Deutsche Reich, musste die sogenannte Hilfsschule das Gebäude verlassen. Fortan nutzt die NSDAP das Schulhaus. Die Breite Straße vor dem Gebäude wurde in Jakob-Johannes-Straße umbenannt. Jakob Johannes (1877–1919) war Eisenbahnschlosser in Malstatt-Burbach gewesen. Nach seiner Verhaftung und Hinrichtung durch die französische Besatzungsbehörde wegen unerlaubten Waffenbesitzes während der Völkerbundszeit wurde er von den Nationalsozialisten zur antifranzösischen Symbolfigur im Saarabstimmungskampf 1935 stilisiert. Die Umbenennung währte bis 1945. Nach dem Zusammenbruch des Nationalsozialismus wurde die Straßenadresse nach Paul Schmook benannt. Schmook, seit dem Jahr 1900 Bürgermeister der Gemeinde Malstatt-Burbach, bekleidete sein Amt bis zum 1. April 1909, dem Tag des Zusammenschlusses der Gemeinden St. Johann, Saarbrücken und Malstatt-Burbach zur Großstadt Saarbrücken, den der Bürgermeister als eine der treibenden Kräfte unterstützt hatte.

## Zerstörung im Zweiten Weltkrieg und Wiederaufbau
Wie bereits im Ersten Weltkrieg, diente die Pestalozzischule auch im Zweiten Weltkrieg als Unterkunft für Truppen. Durch den Fliegerangriff vom 30. Juli 1942 wurde das Schulhaus an der Jakob-Johannes-Straße durch Bomben schwer beschädigt und brannte aus.
In der unmittelbaren Nachkriegszeit herrschte in Malstatt verschärfte Schulraumnot, der man zunächst mit dem Wiederaufbau bestehender und noch zu rettender kriegszerstörter Schulhäuser begegnete. Im Falle der Pestalozzischule wurde im Jahr 1947 zunächst eine vorhandene Holzbaracke von knapp 229 Quadratmetern zur Wiedereinrichtung einer Hilfsschule für die Stadt Saarbrücken auf dem Gelände des Schulhauses aufgestellt. Eine Begutachtung und Prüfung der Standfestigkeit der noch bestehenden Bausubstanz des ehemaligen Malstatt-Burbacher Rathauses hatte ergeben, dass das Bruchsteinmauerwerk der Außen- und Innenwände noch gut erhalten war, so dass auf den Grundmauern des zerstörten Gebäudes wiederaufgebaut werden konnte.
In den zwei Systemen der Pestalozzischule, einer pädagogischen Fürsorgestätte für schwach begabte Kinder, für die der Besuch von Volksschulen nicht möglich war, war die Aufnahme von circa 350 Kindern vorgesehen. Als Zentralschule sollte sie diesen Kindern eine Spezialausbildung bieten, damit diese im späteren Leben selbstständig bestehen können. Der Unterricht bestand in erster Linie in der Vermittlung handwerklicher Fertigkeiten wie Malen, Basteln, Handwerken, Kochen und Gartenarbeit. Der Wiederaufbau trug dieser Unterrichtsform durch Spezialeinrichtungen Rechnung, wie etwa Werkräumen (Bastel- und Handwerksräumen), Küche und Gartenanlage, sowie großzügigen Wandtafeln und zu Gruppen verschiebbaren Schulmöbeln in den Klassenräumen.
Das Bauvorhaben zum Wiederaufbau der Pestalozzischule wurde am 29. September 1949 genehmigt. Der Wiederaufbau, der eine Umgestaltung des Vorgängerbaus bedeutet, erfolgt in der vom Städtischen Hochbauamt vorgeschlagenen verbesserten Form. Um im Dachgeschoss unzulängliche Klassenräume an den Giebelseiten zu vermeiden, wurde auf den Kniestock des Vorgängerbaus verzichtet. Stattdessen erhielt das Gebäude ein zweites Ober- und damit ein weiteres Vollgeschoss. Das dreigeschossige, 12 Klassenräume aufnehmende, wieder aufgebaute Schulhaus ist seither ein massiver Mauerwerksbau mit Decken aus Stahlbetonfertigbalken und Massivbeton. Die Außenwände bestehen aus Bruchsteinmauerwerk, die tragenden Innenwände aus Ziegelsteinmauerwerk. Nach den Abbrucharbeiten im Dezember 1949 war das Gebäude bereits im Juni 1950 im Rohbau fertiggestellt und der Unterricht konnte am 16. Oktober wieder aufgenommen werden. Im Jahr 1951 wurde der Schulhof gestaltet und eingefriedet.

## Gestaltung der unmittelbaren Nachkriegszeit

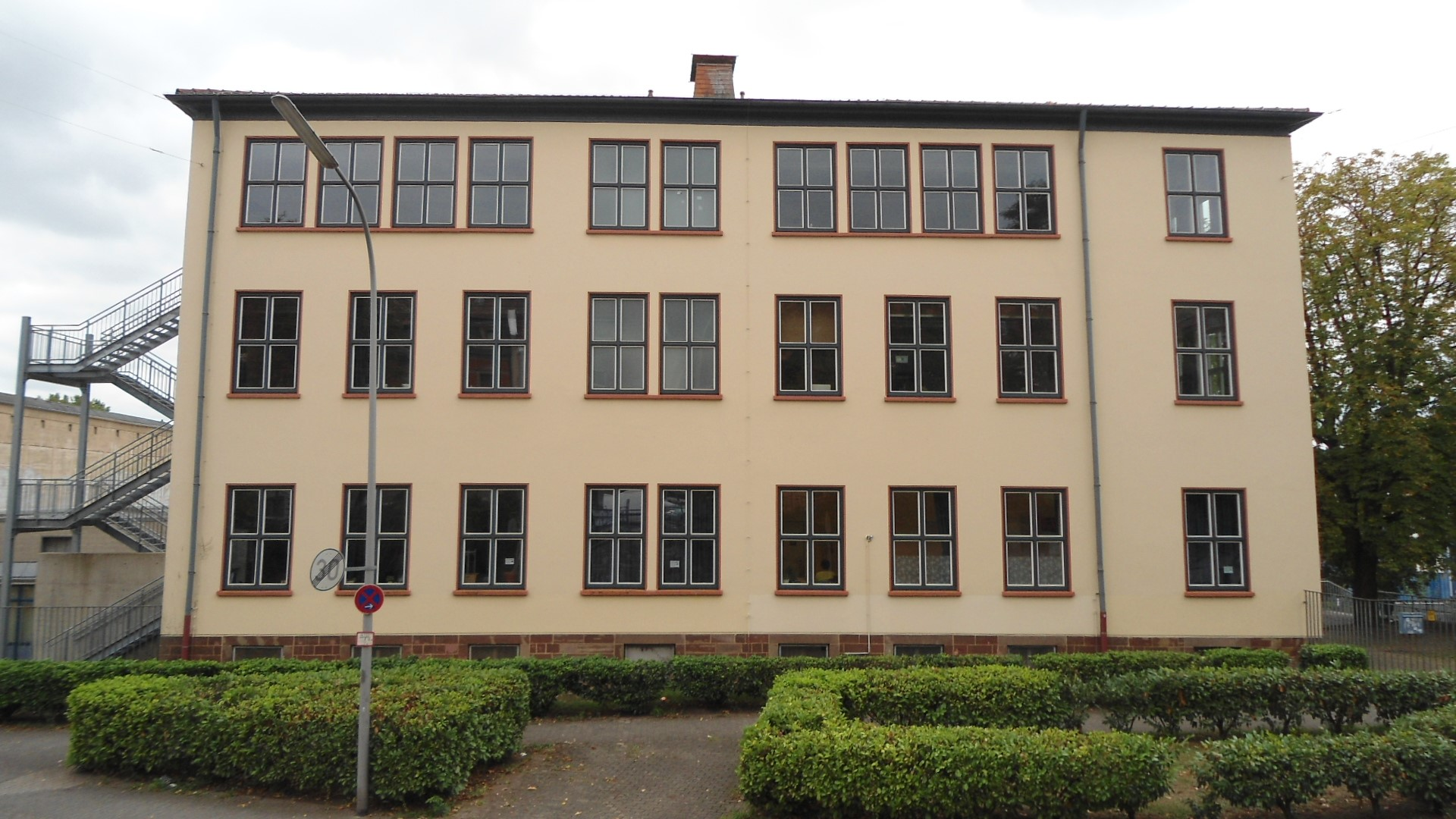
Heutiges Aussehen der Schule (2018)

In der Außenansicht zeigt sich der Wiederaufbau als klar gegliederter schmuckloser Baukörper. Charakteristisch für Peter Paul Seeberger ist das durch eine zurückversetzte Fußpfette gegen den Baukörper abgesetzte Dach, so dass die einzelnen Bauglieder als eigenwertig gekennzeichnet werden. Pointierte Farbsetzungen an den Sohlbänken, sind typisch für die Fassadengestaltung des Architekten und tragen zur Belebung er Fassade bei. Maßgebendes Gestaltungselement des Außenbaus sind die Fenstergruppierung und -anordnung, die sich stark an den Vorgängerbau anlehnt.
Bei der Nordfassade wurde auf den Mittelrisalit und das Mezzaningeschoss verzichtet. Die Fensterachsen des Vorgängerbaus wurden beibehalten. Die zweigeteilten Mezzaninfenster des Altbaus wurden zu beiden Seiten des ehemaligen Risalits zu je einer Vierergruppe erweitert. Die ursprüngliche Trennung von Rathaus und einachsigem Anbau im Westen wurde beibehalten. Auch der zweigeschossige Anbau wurde um ein Vollgeschoss aufgestockt. Hochrechteckige Sprossenfenster gliederten nun die Nord-, Süd- und Westansicht. An der Ost- und Südfassade traten vertikale Fensterbänder hinzu. Die stärkste Veränderung zeigte die Südfassade. Hier findet sich die mittige Achse mit Tür zum Schulhof hinsichtlich Fenster- und Türgestaltung zur Gänze überarbeitet. Die Einzelfenster wurden auf eine maximale Größe von 4,65 m vergrößert.

## Umbau in den 1980er und 1990er Jahren
Das heutige Erscheinungsbild bestimmen die Nutzungsänderung und der Umbau des Jahres 1983/84 sowie der im Jahr 1990 in Angriff genommene Erweiterungsbau im Süden des Schulgeländes. Im Jahr 1983 wurde das mittlerweile als kaufmännische Berufsschule genutzte Gebäude in Folge stetig steigender Schülerzahlen unter Johann Peter Lüth, Leiter des Saarbrücker Bauamtes, umgebaut und saniert. Bauherr war der Stadtverband Saarbrücken, der das Gebäude im Januar 1974 als Schulträger von der Stadt Saarbrücken übernommen hatte. Am 16. August 1978 war das Gebäude dem Stadtverband Saarbrücken grundbuchmäßig übertragen und einer neuen Nutzung zugeführt worden. Der Umbau der Paul-Schmook-Schule umfasste den Um- und Ausbau, sowie die Reorganisation des Schulstandortes als Außenstelle des Technisch-Gewerblichen-Berufsbildungszentrums II der Stadt Saarbrücken, kurz TGBBZ II. Dieses gehört als Außenstelle zum 1952 bis 1962 nach Plänen Peter Paul Seebergers errichteten Komplex des Technisch-Gewerblichen Berufsbildungszentrum "Am Mügelsberg" (kurz Mügelsbergschule).
Im Jahr 1990 begann die Planungsphase für den im Norden an das Schulhaus und im Osten an den noch bestehenden Bunker anschließenden zweigeschossigen Erweiterungsbau mit quadratischem Grundriss. Ab dem Jahr 1992 erfolgt die Realisierung des Bauprojektes nach Entwürfen der Planungsgruppe Bernhard Focht und Partner. Der Neubau ordnet sich in seiner Gesamthöhe dem Altbau unter und ist mit diesem über eine Eingangshalle verbunden, zugleich aber auch bewusst als spätere Erweiterung gekennzeichnet. Der Erweiterungsbau ist eine Hoflösung, bei der alle Schulräume zum Innenhof liegen. Es liegt eine einhüftige Bauweise vor, bei der den Unterrichtsräumen nur einseitig ein Flur vorgelegt ist. In der Verwendung hochrechteckiger Fenster und deren Unterteilung und Anordnung zu Fensterbändern zeigt sich die Bezugnahme auf den Altbau. Das Richtfest fand am 16. Februar 1993 statt.